# Saison 6 d'À la Maison-Blanche
Chronologie
Saison 5 Saison 7
Cet article présente les vingt-deux épisodes de la sixième saison de la série télévisée américaine À la Maison-Blanche (The West Wing).

## Distribution

### Acteurs principaux
- Martin Sheen (VF : Marcel Guido) : Josiah Bartlet, président des États-Unis d'Amérique
- John Spencer (VF : Michel Fortin) : Leo McGarry, chef de cabinet de la Maison-Blanche
- Bradley Whitford (VF : Daniel Lafourcade) : Josh Lyman, chef de cabinet adjoint de la Maison-Blanche
- Richard Schiff (VF : Philippe Bellay) : Toby Ziegler, directeur de la communication de la Maison-Blanche
- Allison Janney (VF : Marie-Laure Beneston) : C.J. Cregg, porte-parole de la Maison-Blanche
- Dulé Hill (VF : Lucien Jean-Baptiste) : Charlie Young, assistant personnel du Président des États-Unis
- Janel Moloney (VF : Natacha Muller) : Donna Moss, assistante du chef de cabinet adjoint de la Maison-Blanche
- Stockard Channing (VF : Danièle Hazan) : Abbey Bartlet, première dame des États-Unis
- Joshua Malina (VF : Patrice Baudrier) : Will Bailey, directeur adjoint de la communication de la Maison-Blanche
- Alan Alda (VF : Pierre Dourlens) : Arnold Vinick, sénateur républicain de Californie
- Jimmy Smits (VF : Lionel Tua) : Matt Santos, représentant démocrate de Floride
- Kristin Chenoweth (VF : Patricia Legrand) : Annabeth Schott, porte-parole adjointe de la Maison-Blanche pour la relation avec les médias
- Mary McCormack (VF : Nathalie Spitzer) : Kate Harper, conseillère adjointe à la sécurité nationale

### Acteurs récurrents
- Gary Cole (VF : Jean-Luc Kayser) : Robert Russell, vice-président des États-Unis
- Tim Matheson (VF : Bruno Dubernat) : John Hoynes, ancien vice-président des États-Unis et candidat aux primaires démocrates
- Steven Culp (VF : Bruno Forget) : Jeff Haffley, speaker de la Chambre
- NiCole Robinson (VF : Maité Monceau) : Margaret Hooper, secrétaire du chef de cabinet de la Maison-Blanche
- Lily Tomlin (VF : Pascale Jacquemont) : Debbie Fiderer, secrétaire personnelle du président Bartlet
- Elisabeth Moss (VF : Chantal Macé) : Zoey Bartlet, fille cadette du président Bartlet

## Épisodes

### Épisode 1:Camp David
- États-Unis : 20 octobre 2004 sur NBC

- Armin Mueller-Stahl : Efraim 'Eli' Zahavy
- Jason Isaacs : Colin Ayres
- Terry O'Quinn : général Nicholas Alexander
- Natalija Nogulich : Shira Galit

### Épisode 2:La Dernière Chance
- États-Unis : 27 octobre 2004 sur NBC

- Armin Mueller-Stahl : Efraim 'Eli' Zahavy
- Makram Khoury : Nizar Farad
- Terry O'Quinn général Nicholas Alexander
- Steven Culp : Jeff Haffley
- Marcelo Tubert Saeb Mukarat
- Eli Danker : Doran Mazar

### Épisode 3:Une réduction d'impôts contre la paix
- États-Unis : 3 novembre 2004 sur NBC

- Sam Robards : Greg Brock
- Armin Mueller-Stahl : Efraim Zahavy, Premier ministre israélien
- Makram Khoury : Nizar Farad, président de l'Autorité palestinienne
- Marcelo Tubert : Saeb Mukarat, premier ministre de l'Autorité palestinienne
- Terry O'Quinn : général Nicholas Alexander
- Steven Culp : Jeff Haffley
- Eli Danker (en) : Doran Mazar

### Épisode 4:Décollage
- États-Unis : 10 novembre 2004 sur NBC

- Jimmy Smits : Matthew Santos
- Kristin Chenoweth : Annabeth Schott
- Steve Ryan : Miles Hutchinson

### Épisode 5:Le Pic de Hubbert
- États-Unis : 17 novembre 2004 sur NBC

- Kristin Chenoweth : Annabeth Schott
- Gary Cole : Bob Russell
- Wallace Langham : Terry Anders
- Bonita Friedericy : Gail Addison

### Épisode 6:La Réaction Dover
- États-Unis : 24 novembre 2004 sur NBC

- Kristin Chenoweth : Annabeth Schott
- Suleka Mathew : Mme Chakrabarty
- Paul Schulze : Terrance Sligh

### Épisode 7:Le Temps des changements
- États-Unis : 1er décembre 2004 sur NBC

- Gary Cole : Bob Russell
- Ed O'Neill : Eric Baker, gouverneur démocrate de Pennsylvanie
- Tim Matheson : John Hoynes
- Paxton Whitehead : Bernard Thatch
- George Cheung : Ling-Po
- Ming Lo : Yahlin
- Philip Baker Hall : sénateur Matt Hunt

### Épisode 8:La Bannière étoilée
- États-Unis : 8 décembre 2004 sur NBC

- États-Unis : 12,33 millions de téléspectateurs[1] (première diffusion)

- Penn et Teller : eux-mêmes
- Kristin Chenoweth : Annabeth Schott

### Épisode 9:Une force de la nature
- États-Unis : 15 décembre 2004 sur NBC

- Jimmy Smits : Matthew Santos
- Kristin Chenoweth : Annabeth Schott
- Gary Cole : Bob Russell
- Mary Kay Place : Dr Millicent Griffith
- Ron Canada : Theodore Barrow

### Épisode 10:Le Bon Cheval
- États-Unis : 5 janvier 2005 sur NBC

- Jimmy Smits : Matthew Santos
- Teri Polo : Helen Santos
- Tim Matheson : John Hoynes

### Épisode 11:Une campagne propre
- États-Unis : 12 janvier 2005 sur NBC

- Jimmy Smits : Matthew Santos
- Marlee Matlin : Joey Lucas
- Annabeth Gish : Elizabeth Bartlet Westin
- Sam Robards : Greg Brock
- Steven Eckholdt (en) : Doug Westin
- Joshua Malina : Will Bailey

### Épisode 12:365 jours
- États-Unis : 19 janvier 2005 sur NBC

- Lily Tomlin : Deborah Fiderer
- Reed Diamond : Dr Mike Gordon
- Steve Ryan : Miles Hutchinson

### Épisode 13:Le Maïs roi
- États-Unis : 26 janvier 2005 sur NBC

- Alan Alda : Sénateur Arnold Vinick
- Jimmy Smits : Matthew Santos
- Gary Cole : vice-président Bob Russell
- Teri Polo : Helen Santos
- Patricia Richardson : Sheila Brooks
- Aaron Ashmore : Trevor

### Épisode 14:L'Heure du réveil
- États-Unis : 9 février 2005 sur NBC

- Kristin Chenoweth : Annabeth Schott
- Christopher Lloyd : professeur Lawrence Lessig
- Roger Rees : lord John Marbury
- Steve Ryan : Miles Hutchinson

### Épisode 15:Freedonia
- États-Unis : 16 février 2005 sur NBC

- Jimmy Smits : Matthew Santos
- Mary-Louise Parker : Amy Gardner
- Gary Cole : Vice President Bob Russell
- Tim Matheson : John Hoynes
- Evan Arnold : Ned

### Épisode 16:Sécheresse
- États-Unis : 23 février 2005 sur NBC

- Mark Feuerstein : Clifford Calley
- Sam Robards : Greg Brock
- Mel Harris : Ricky Rafferty

### Épisode 17:Une bonne journée
- États-Unis : 2 mars 2005 sur NBC

- Mark Feuerstein : Clifford Calley
- Steven Culp : Jeff Haffley
- Makoto Iwamatsu : Yosh Takahashi

### Épisode 18:La Palabra
- États-Unis : 9 mars 2005 sur NBC

- Gary Cole : Bob Russell
- Teri Polo : Helen Santos
- Tim Matheson : John Hoynes
- Ray Wise : Tillman (gouverneur démocrate de Californie)
- Cástulo Guerra : Ed Garcia
- Michael Reilly Burke : Bill Brewer
- Karis Campbell : Ronna
- Matthew Del Negro : Bram Howard

### Épisode 19:Retour à Cuba
- États-Unis : 16 mars 2005 sur NBC

- Brian Dennehy : sénateur Rafe Framingham
- Mark Feuerstein : Clifford Calley
- Lily Tomlin : Deborah Fiderer

### Épisode 20:Politique et Religion
- États-Unis : 23 mars 2005 sur NBC

- Ron Silver : Bruno Gianelli
- Patricia Richardson : Sheila Brooks
- H. Richard Greene : Sénateur Robert Royce, R-PA
- Stephen Root : Bob Mayer
- Don S. Davis : Révérend Don Butler
- Brett Cullen : gouverneur Ray Sullivan

### Épisode 21:Le Désarroi des démocrates
- États-Unis : 30 mars 2005 sur NBC

- Teri Polo : Helen Santos
- Ed O'Neill : gouverneur Eric Baker
- Elisabeth Moss : Zoey Bartlet
- Sam Robards : Greg Brock
- Steve Ryan : Miles Hutchinson
- Brett Cullen : gouverneur Ray Sullivan
- Mark L. Taylor : Steve Rorsche
- Tim Kelleher : Dylan Clark

### Épisode 22:2162 voix
- États-Unis : 6 avril 2005 sur NBC

- Elisabeth Moss : Zoey Bartlet
- Steve Ryan (en) : Miles Hutchinson
- Renée Estevez : Nancy
- Vincent Guastaferro : Ernie Gambelli
- Shannon O'Hurley : Susan Wertz
- Tim Kelleher : Dylan Clark

- Les titres en anglais et en français (« 2162 voix ») font référence au nombre de voix de délégués qu'il faut obtenir pour remporter l'investiture démocrate.
- On apprend que Charlie Young et Zoey Bartlet ont repris leur liaison sentimentale. Charlie est croisé par le président à 1 h du matin en sortant en caleçon de la chambre de Zoey.